# Albert Verwey
Albert Verwey (Amsterdam, 15 maggio 1865 – Noordwijk, 8 marzo 1937) è stato un poeta e saggista olandese.
Fu tra i principali redattori de La nuova guida (De Nieuwe Gids) che contribuì a fondare nel 1885 con Willem Kloos, Frank dan der Goes, Frederik van Eeden e Willem Paap, fino al 1890.
Nel 1894 fondò con Lodewijk van Deyssel La rivista bimestrale che dal 1902 prese il titolo Il secolo ventesimo. Nel 1905 fondò Il movimento, che diresse fino al 1919, intorno al quale si raccolse un valido gruppo di giovani poeti. Dal 1924 al 1935 fu professore di letteratura neerlandese all'Università di Leida.
La sua opera poetica, raccolta in una ventina di volumi, ha un'impronta aristocratica e individualista. Si occupò anche di storia e di filosofia; come critico, rimase saldamente ancorato alla tradizione.
Fra le sue numerose opere: La vita di Potgieter, del 1903; Hendrik Laurensz Spieghel, del 1919; gli studi su I versi di Vondel, del 1927, e su Frederik van Eeden, postumo, pubblicato nel 1939. Nel 1923 pubblicò anche una traduzione della Divina Commedia.

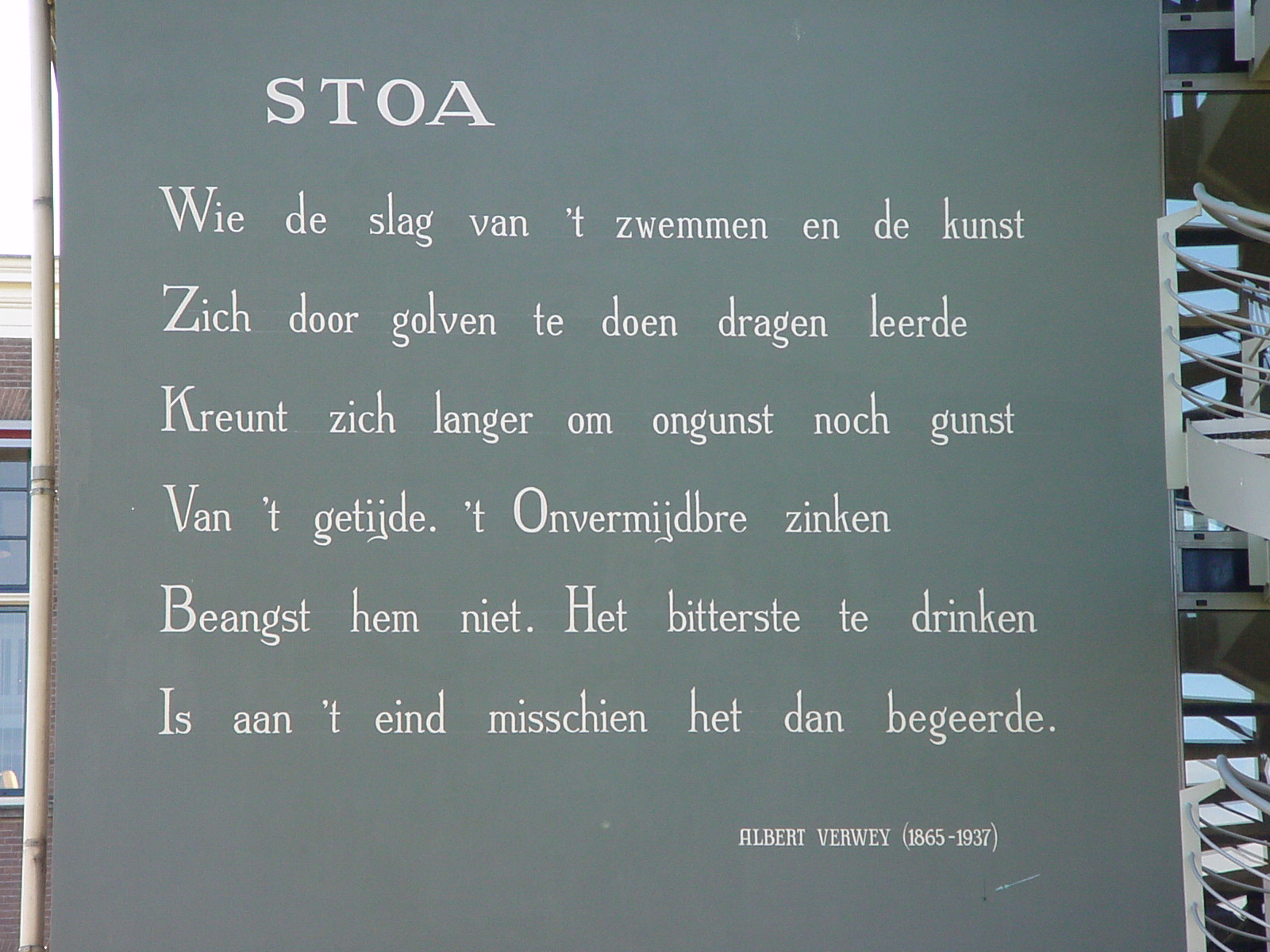
Stoa (Leida)
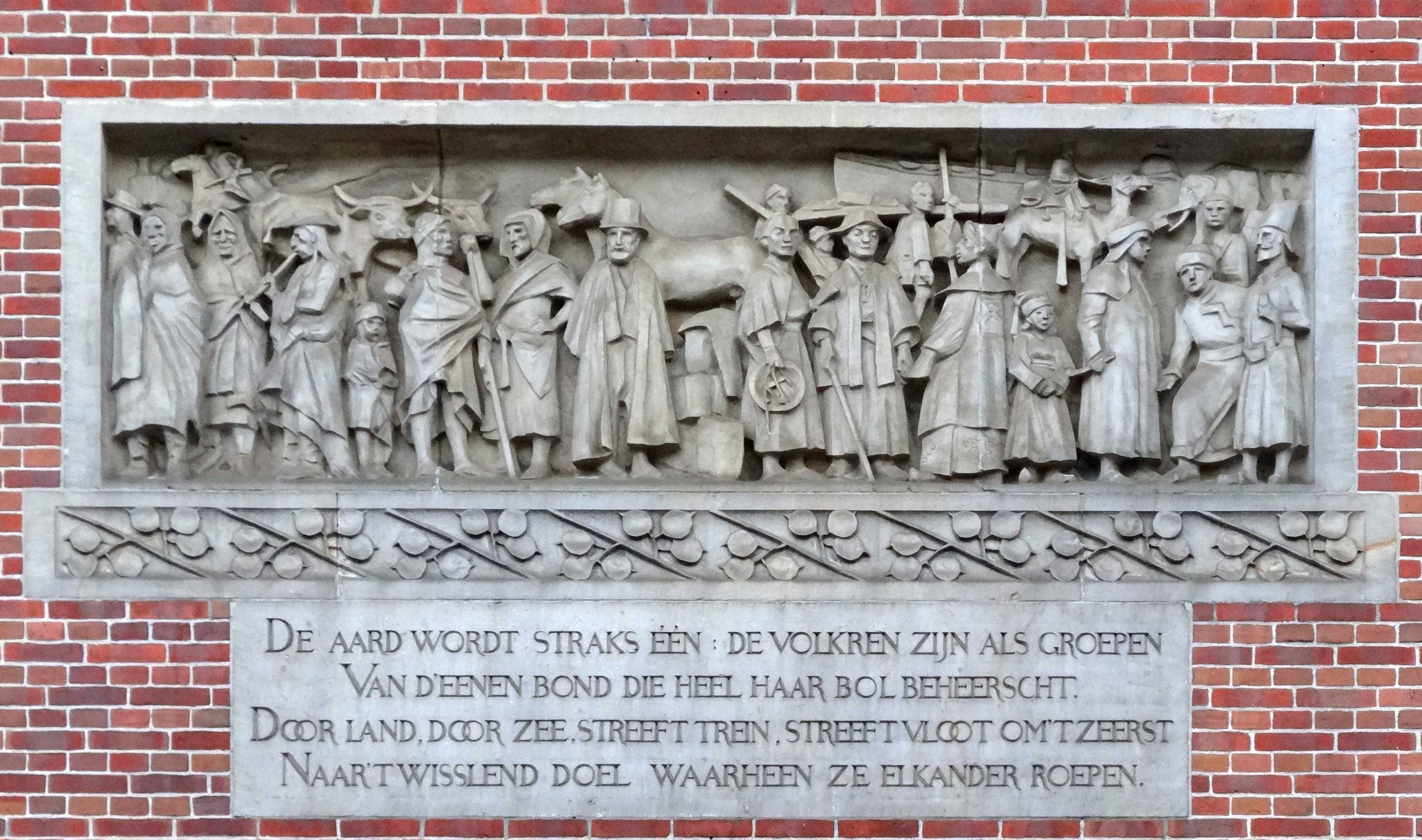
(Amsterdam)
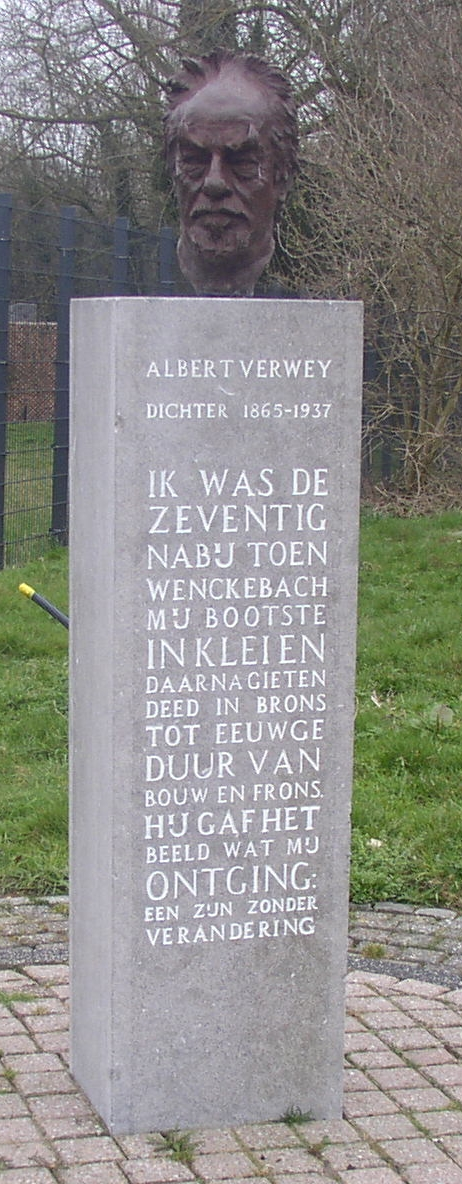
Busto (Noordwijk)
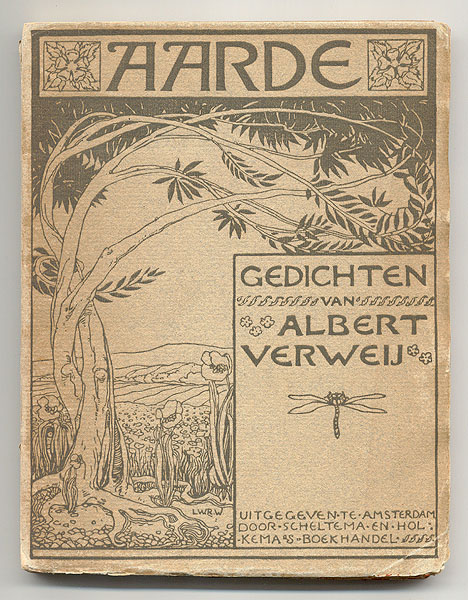
Aarde (1896)